# Marigold IceUnity

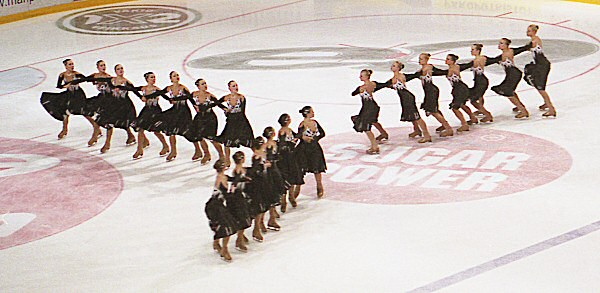
Marigold IceUnity

Marigold IceUnity är ett finskt lag i teamåkning, vars förening är Helsingin Luistelijat (HL) (Helsingfors skridskoåkare).
Laget grundades år 1987 med namnet Blue Girls. Det tävlade i juniorserien med 15 åkare och placerade sig på sjätte plats i FM. Till följande säsong hade laget bytt namn till The Violets och den här gången blev placeringen betydligt bättre; tredje plats. Även följande säsong bar laget namnet The Violets, men nu förflyttades de till seniorserien.
År 1990 tävlade laget dock i juniorserien igen och bytte namn till Marygold. Efter säsongen 1992/93, då namnet blev Marigold, började det gå uppåt för laget. Deras nuvarande tränare Anu Jääskeläinen började arbeta med laget och så småningom började laget vinna FM flera gånger i rad.
År 2000 ordnades det första officiella VM:et någonsin, där Marigold tog brons. Under denna säsong lade man till en extra del i namnet och laget fick sitt nuvarande namn: Marigold IceUnity. Följande säsong gick VM inte riktigt lika bra, laget fick nöja sig med en fjärde plats.
Säsongen 2001–02 var dock en riktig guldsäsong. Med sitt Draculatema gjorde MIU historia genom att vinna VM för första gången. För friprogrammet fick laget sammanlagt två fulla poäng av domarna (6,0) och Sveriges långvariga segertåg var brutet.
Säsong 2002–03 gick också bra, då laget fick silver i VM och en 6,0-poängare. Friprogrammet var mycket emotionella "Circle of life", musik från Lion King.
Säsongen 2003–04 var kanske den mest historiska hittills, laget vann varje tävling med friprogrammet Förtrollade skogen och kortprogrammet Mot målet. I VM gjorde Finland historia genom att vara det enda landet som hittills fått alla sina representanter upp på prispallen; MIU på första plats och Rockettes (Helsingin Taitoluisteluklubi, Helsingfors konståkningsklubb) på tredje plats.
Säsong 2004-5: Laget vann varje tävling och varje programm utom VM. VM:s friprogramm blev dock en besvikelse för Marigold IceUnity. Programmet var inte idealt för det nya poängsystemet, och en rad misslyckanden rövade inte bort endast guldmedaljen, utan också silvermedaljen i årets VM. Rockettes däremot gjorde en strålande insats och tog silver.
Säsongen som vi nu lagt bakom oss (2005–06) har dock varit väldigt framgångsrik. Även om MIU klarade sig förvånansvärt dåligt i internationella tävlingar (det nya poängsystemet kan förråda) stod det två finländska lag på VM-prispallen än en gång.

## Marigold IceUnity 2006–2007
- Kortprogram: Hard Rock Hallelujah
- Friprogram: Grand Canyon